# Dendronetria
Dendronetria là một chi nhện trong họ Linyphiidae.